# Tetrapleura tetraptera

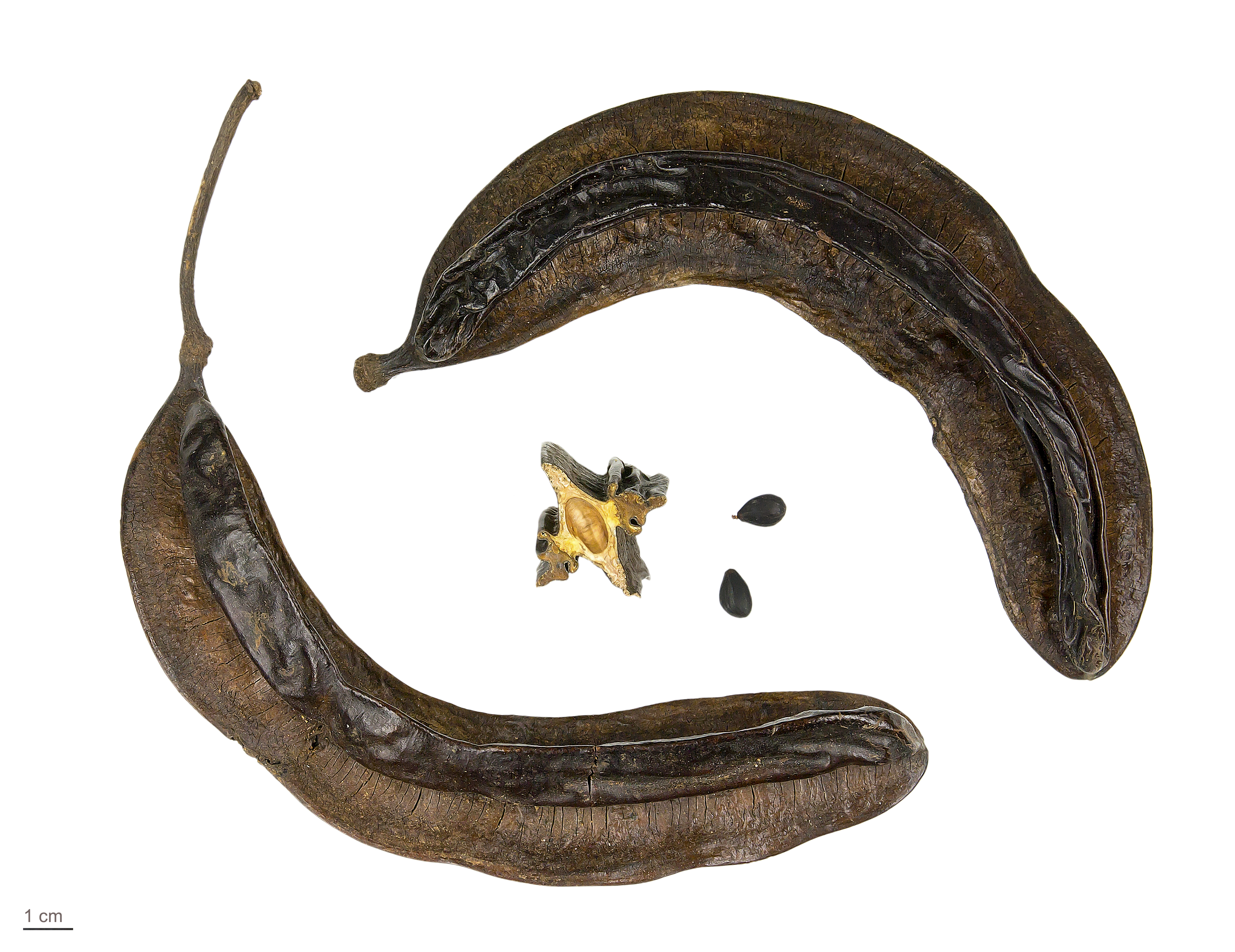
Tetrapleura tetraptera

Tetrapleura tetraptera là một loài thực vật có hoa trong họ Đậu. Loài này được (Schum. & Thonn.) Taub. miêu tả khoa học đầu tiên.